# RFA Sir Geraint (L3027)
El RFA Sir Geraint (L3027) fue un buque logístico de desembarco clase Round Table de la Marina Real británica.

## Historia
Fue botado por Alexander Stephen and Sons el 26 de enero de 1967, siendo la cuarta unidad de su clase. Desplazaba 5674 t a plena carga. Tenía una eslora de 125,1 m, una manga de 19,6 m y un calado de 4,3 m. Marchaba a 17 nudos gracias a sus dos motores diésel de 9400 bhp de potencia.
Cargaba entre 340 y 534 tropas y operaba con helicópteros. Normalmente, cargaba un par de cañones de 40 mm de calibre.
El RFA Sir Geraint participó de la guerra de las Malvinas bajo el mando del capitán D. E. Lawrence. Transportó elementos de la 3 Commando Brigade al archipiélago (albergó helicópteros Gazelle del 3 Commando Brigade Air Squadron). Estuvo en el desembarco en la bahía San Carlos; fue averiado por una bomba que no explotó. Abandonó las islas a fines de junio de 1982.
Causó baja en 2003; y fue vendido a chatarreros en 2005.